# 先割れスプーン

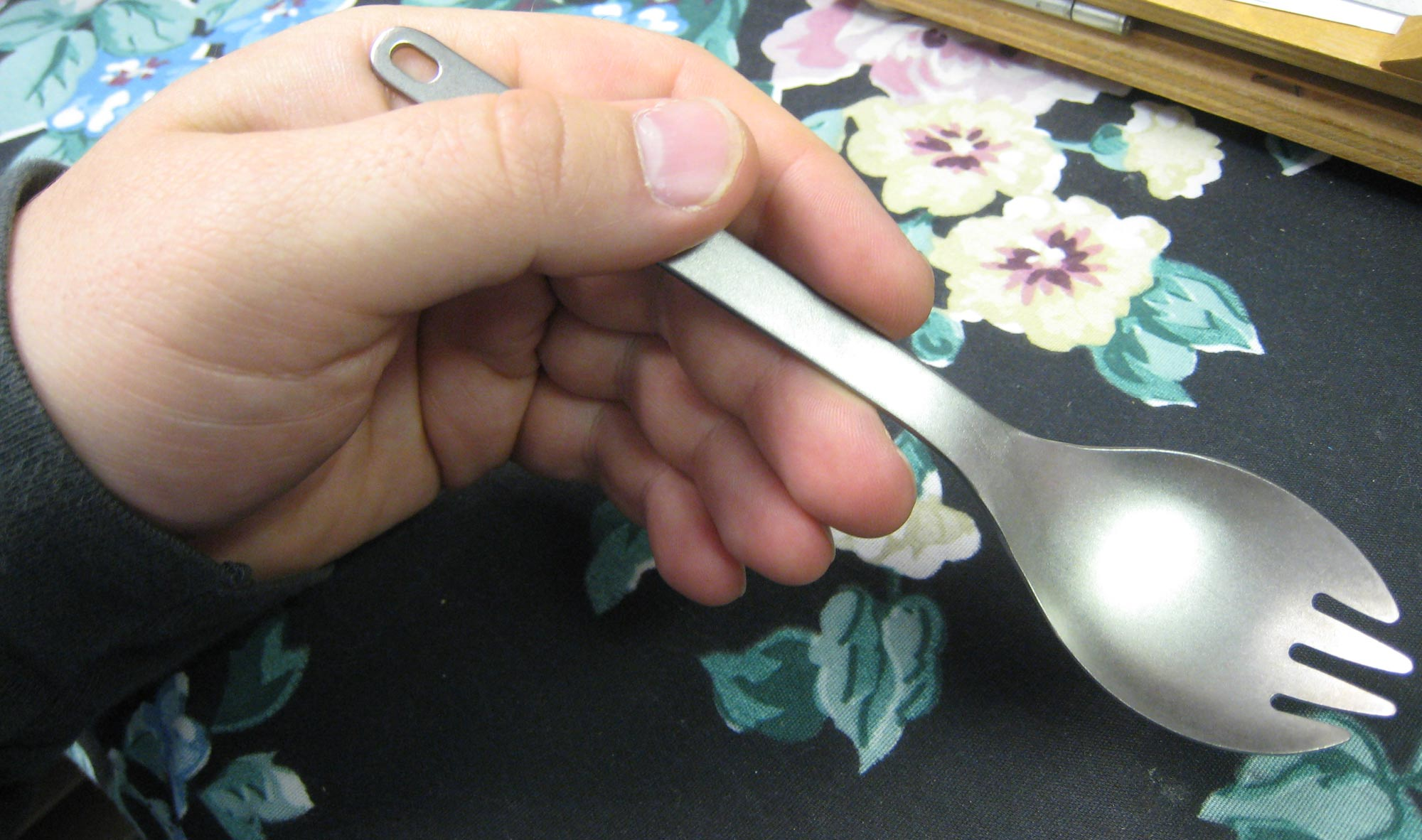
先割れスプーン（spork）

先割れスプーン（さきわれスプーン、英: spork，スポーク）は、スプーンの一種である。材質は金属製のもののほか、コンビニなどではプラスチック製のものも見受けられる。

## 概要

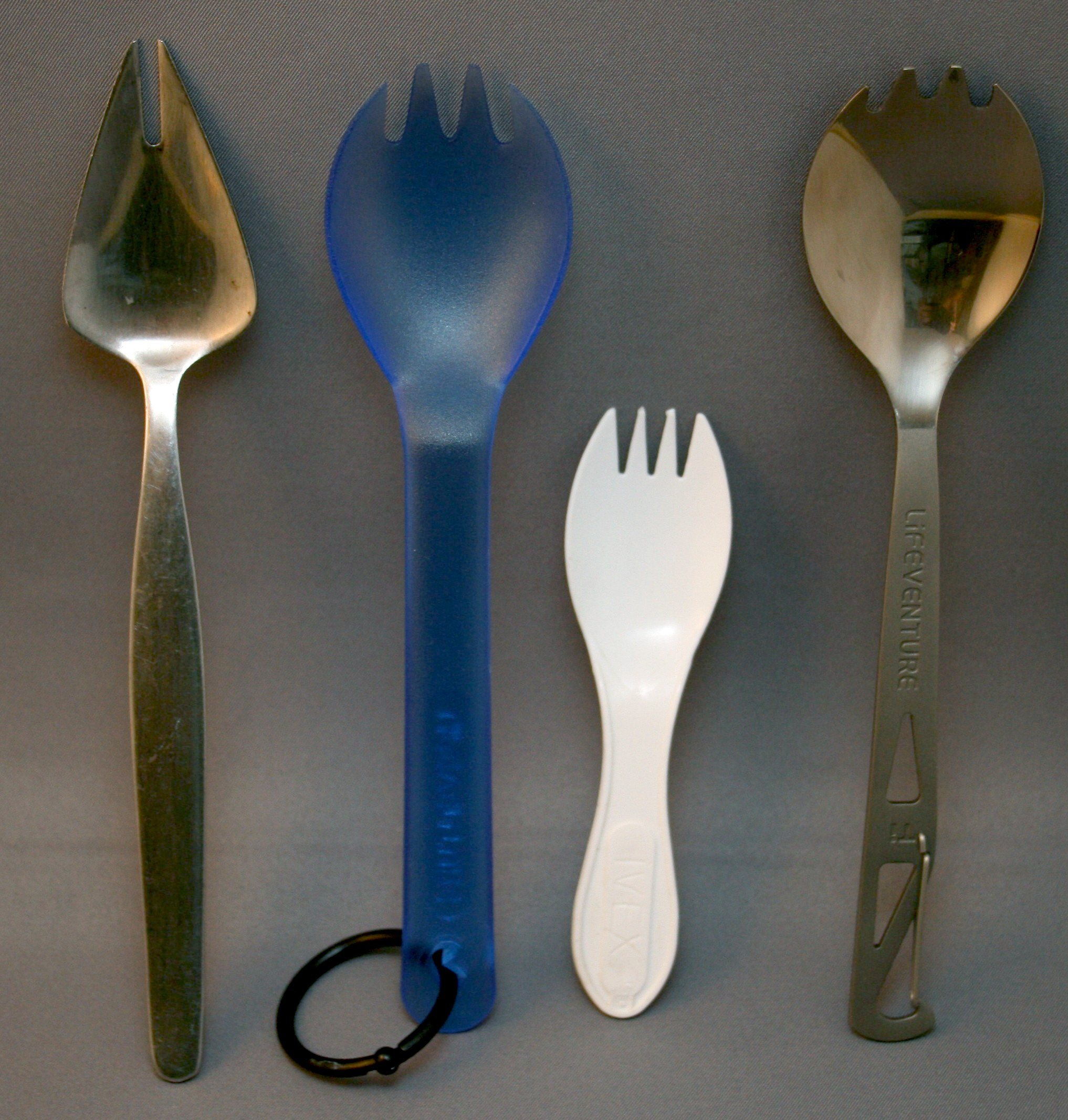
いわゆる"spork"

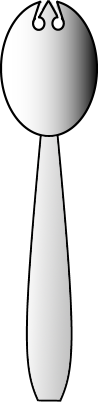
いわゆる「先割れスプーン」

名前の由来であり最大の特徴として、先端が三つ又に割れており、スプーンでありながらフォークとしても使用できるいわゆる"spork "と、先端部に溝と穴とが穿たれ、特に果物の種を取り出しやすいことから、メロンやスイカを食べる際に使われる「先割れスプーン」が存在する。
sporkは、麻痺などにより箸が使えない人には、指先の力が無くても料理をすくったり引っ掛けたり突き刺して口に運べる便利な食器であることから、介護用品としても利用されている。また箸文化に不慣れな者がラーメンなど箸を使うことを前提とした麺料理を食べる際にも便利である。少々不器用に扱っても食事しやすいことから、幼児用食器としても利用される。

### 日本の先割れスプーン
フォーク状になっている先割れスプーンは、日本では比較的後になって登場したものである。
日本国内での初期の学校給食では、「突き刺して食べる」ことと「すくって食べる」という二通りに使えるという利便性を買われ、1950年代頃より先端部が「M」字状になっている「先割れスプーン」が用いられた。1990年代からは実用的なsporkが一般的となった。こちらは幼児や児童向けの食事風景や、コンビニエンスストアの弁当、また介護の場でも利用されている。

## 先割れスプーンの歴史
元来、先割れスプーンは中世に使われていた。ただし、当時は「先割れスプーン（spork）」とは呼ばれておらず、また今日使われる先割れスプーンとは外見も非常に異なっていた。むしろ、単にスプーンとフォークを奇妙に組み合わせたどっちつかずの食器で、一般に濃いスープのときに使われた。
この先割れスプーンは中世時代では非常に人気がなく、後のヴィクトリア時代まで一般的に使われることはなかった。先割れスプーンは少なくとも1800年代後期から大量生産された。イギリスのフォルゲート銀器会社は1875年から1900年の間のどこかで量産を行っている。
米国ではこの時期に、先割れスプーンとその原型のための種々の特許が申請された。近代的な先割れスプーンにかなり似ている「スプーンとフォークとナイフを結合したもの」が、ピーター・S・ガルッチによって発明され、1874年2月に合衆国特許147,119号を取得した。
プラスチックから作られている近代的な使い捨ての先割れスプーンは、1970年代初期のある時点で、ファーストフードチェーンのKFCで、人気サイドメニューであるコールスローのために導入したと信じられている。

## 先割れスプーンへの批判
先割れスプーンは、大衆の簡便な食事のために開発されたようなものであり、どっち付かずの合いの子食器とみなされる傾向がある。正式にテーブルマナーが問われるような場で使われることはない。

### 日本
学校給食の場で先割れスプーンが一頃盛んに用いられたが、今では『箸の使い方を知らない子供が増えたこと』の原因とされ廃止されつつある。
一方、1970年代から普及したランチプレートと呼ばれる総合食器の登場以降、逆に「ランチプレートに顔を近づけて食べる」という犬食いと呼ばれる食べ方を発生させる要因ともなった。器を置いたままで食べる洋食のスタイルとは異なり、日本では「食器を口元に持っていって食べる」という和食習慣を持つため、この食べ方はともすれば見苦しいとされる。
これは、先割れスプーンが汁物を食べるのには向かないという問題もあってのことである。こと当時の先割れスプーン先端部が「料理を絡めたり突き刺して食べる」という方法に向かない形状であることも問題視された。
先割れスプーンが多く使われていた時代には、「汁物の具材を先割れスプーンに詰め汁をすくう」という利用法が広まっていた。

## 噂
先割れスプーンの起源と先割れスプーン（spork）という単語についての、多くのもっともらしい虚偽の噂が存在する。

### マッカーサーと先割れスプーン
「先割れスプーンFAQ」として流布される噂によれば、先割れスプーンは1940年代に敗戦後の日本を西洋化するべくマッカーサー元帥と米軍によって発明され、GHQの命により先割れスプーンが占領下日本の公的教育機関に導入されたのだという。この噂は都市伝説のすべての特徴を持っている。
占領下の日本についての理論を述べた実質的にほとんどすべての文書がダグラス・マッカーサー（MacArthur）元帥の名前の綴りをMcArthur（マカーサー）と間違っているので、これら全てが共通の起源を持っている可能性が高い。さらに、1926年から1980年代まで実際に用いられた米陸軍M-1926携帯用食器セットは、ナイフ、フォークとスプーンを別々に含んでいた。
なお、日本では先割れスプーンが第二次世界大戦の後の1940年代に広く知られるようになったので、「先割れスプーンFAQ」はわずかながら真実を含んでいる。

#### スプレイド、そしてもうひとりのマッカーサー
1940年代にオーストラリア国シドニーで、スプーンとフォークとナイフを掛け合わせた食器が発明された。スプレイド（en:Splayd）という商標で、ナイフとしても機能するようスプーンの両脇が薄く、肩が鋭角に尖っているのが特徴。この発明者がウィリアム・マッカーサー（McArthur）である。今日なおオーストラリアのカンバー・インダストリー社より購入できる。

### 特許の下りた日
「Straight Dope」では、1970年8月11日に「スプーン、フォーク及びナイフの合体」に対して米国特許商標庁からマサチューセッツ州クリントンのヴァン・ブロード製粉会社に特許が下りたと書かれている。この場合、この日に特許が下りたのではなく、この会社の名前で商標の出願が出されたとするのが正しい。

### 発明はドイツ
インターネットの噂によると、先割れスプーンは第二次世界大戦の終わり頃、資源不足の折に独創的な名もないドイツの科学者が発明したとされている。
この都市伝説の妥当性を検証する記録は存在しない。ただし、「先割れスプーン」という単語の発生と、その器具そのものは戦争より先行しており、この噂は明らかに間違っている。

### 中世の先割れスプーン
先割れスプーンは1800年代後期まで特許を取られなかったにもかかわらず、中世の時代に存在したとも言われる。手で作るのがかなり容易だったために、小作農の間で広範囲に用いられていた、とする噂が存在する。

## 材質と利用
先割れスプーンは、プラスチックや金属、あるいは木で作られる。プラスチックの先割れスプーンはしばしば使い捨てで、金属と木の先割れスプーンは洗って何度も利用することを意図している。木の先割れスプーンでも大きなものは、家庭の食卓でサラダやマッシュポテトなど椀に盛られた料理を、各々の皿に取り分ける際にトングと共に使われる場合もある。
ステンレス鋼、銀、軽量のアルミニウム、そして非常に軽量だが高価なチタンのような金属、ならびにプラスチック、「壊れない」ポリカーボネートが先割れスプーンの製造で使われる。いっそう飾り立てられた種類のものが、しばしばアイスクリームフォークとして売られている。
金属の先割れスプーンは、時々グレープフルーツスプーンと呼ばれて、グレープフルーツを食べるときに使われる。グレープフルーツの消費拡大は、このすくって突き刺すコンビネーションの器具によるところ大である。縁の一部にのこぎり状のエッジを付けられたスプーンを特に「グレープフルーツスプーン」と呼ぶ人もいる。
プラスチック製で使い捨ての先割れスプーンは、エル・ポヨ・ロコ、Yum!ブランド・フランチャイズ、ケンタッキー・フライド・チキンやタコ・ベルのような、多くのファーストフードレストランで使われる。またコンビニエンスストアの弁当にも付属する場合がある。また多くのその他のレストラン、学校食堂でも見られる。先割れスプーンは消費者向けでも購入可能であり、ピクニックのような行事でしばしば見られる。
プラスチックの先割れスプーンは、武器に加工するのが難しいため、米国で刑務所でも普及している。
先割れスプーンの、特に軽いタイプのものは、フォークとスプーンより場所を取らずより軽いために、バックパッカーの間で人気が高い。ことチタンのものはアウトドア用品の店で、折り畳み式など「登山などの荷物の軽量化」を目指した製品が見られる。
ペストリーフォークは片手で切ってかつ突き刺すためにフォークとナイフを結合したものであり、先割れスプーンに似た意匠を持っている。

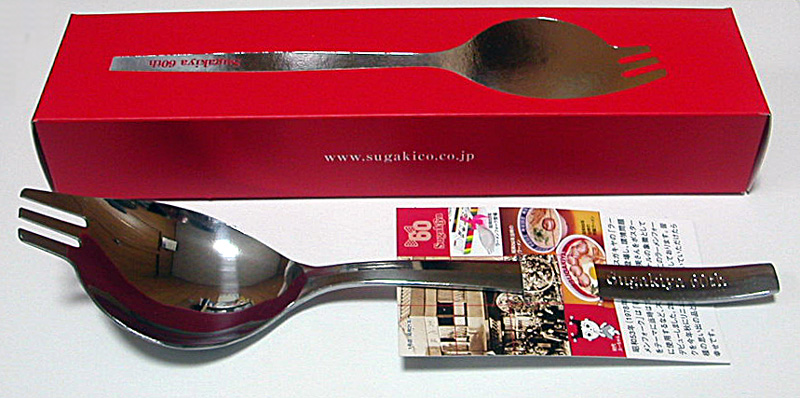
ラーメンフォーク（スガキヤ60周年ノベルティ）

スガキヤ店舗では、1978年から先割れスプーンに似たラーメンフォークを導入している。旧来の先割れスプーンと比べ、フォーク部は麺を絡めとりやすいように長く、スプーン部はスープをすくい取るに十分な容量がありまた側面から口をつける際にフォークが邪魔にならないよう形状を工夫している。

### インターネットスラングとして
インターネットスラング（LeetSpeakなど）の範疇であるが、米国などの電子掲示板上で、仲間の投稿者が先割れスプーンで刺されたりあるいは攻撃されたと発表するという、由緒がある伝統がある。
これは、ふざけて先割れスプーンで誰かを突き刺すという意味の動詞"to spork"を生み出した。

## キャラクター
- フォーキー - アニメーション、トイ・ストーリー4に登場するキャラクター[4]。